# أحمد دهمان
أحمد بن خالد بن مصطفى دهمان الشافعي من رجال التربية والتعليم في سوريا.

## النشأة
ولد بدمشق سنة (1260 هـ / 1844) وتوفي فيها سنة 1345 هـ / 1927.
انتهى إليه علم القراءات في أيامه، وكان ينعت شيخ القراء وعرف بين أهل دمشق بعلمة وحسن قراءته للقرآن الكريم، اشترك في شبابه مع الشيخ عيد السفرجلاني، فأنشأا مدرسة أهلية لتعليم العربية والرياضيات. ابنه هو المؤرخ محمد أحمد دهمان.
كانت هذه المدرسة أول نموذج لخروج التعليم الابتدائي من طريقة الكتاتيب القديمة إلى الطريقة الحديثة.

## المؤلفات
له عدة مؤلفات في علم القراءات ورسم المصحف منها:
- شرح الميدانية في علم التجويد.
- كفاية المريد.[1]

## الوفاة
توفي في دمشق 3 رمضان 1345 هـ ، ودفن في مقبرة الباب الصغير.